# 哨聲響起
《哨聲響起》是由樋口大輔所畫的日本漫畫作品，於1998年到2002年期間在週刊少年JUMP（集英社）上進行連載。單行本全24卷。2002年改編為電視動畫。

## 故事簡介
懷有足球夢想的主人公風祭將，本來考上了足球名校—武藏森學園並進入了足球社，不過因為身高問題一直待在三軍，後來由於不甘心不能成為正式球員，就毅然決然的轉學到櫻上水中學，但是轉過去後發覺學校足球社並不強大，而後又因為誤會而被社上學長們排擠，此時社上足球頂尖的水野龍也伸出了援手，並以隊長做賭注，用足球賽打敗了學長們；在水野龍也成為足球社隊長後，與風祭將展開了復興足球社的計畫，之後又遇到了佐藤成樹、不破大地、小島有希等朋友的加入與幫助，於是就此展開了一段友情與成長的故事。

## 登場角色
※ 各登場人物的日本配音演員均顯示原版 / 重映版擔任的聲優。

### 櫻上水中學
東京都非常平凡的一間中學，足球社原很弱小，從風祭將的到來開始掀起波瀾
- 風祭將（Shō Kazamatsuri）

配音員：（日本）小向美奈子 / 堀江瞬；（香港）伍秀霞；（台灣）汪世瑋
位置：前鋒
本故事的主角，櫻上水中學2年A班，身高149公分，生日1984年5月10日。原為足球名校武藏森學園的三軍，後來因為身高太矮而不得不轉學到櫻上水中學，位置是前鋒背號9號對得分很執著，非常熱愛足球卻又認為自己還不夠厲害，所以一直都很努力的每天練習足球。因為個子矮小，動作十分靈活，雖然在各單方面的技巧都不如人，但在實戰的掌控卻是無人能敵。在隊裡就像是一個發電廠，常在各種情況下激起隊友的動力。
個性開朗、樂觀、積極、心地善良、很關心別人。
他原本是東京選拔隊的候補選手，後來因為天城去了德國，而得到正式球員的資格。
在東京隊也是前鋒，背號19號（接替天城的位置）。
親生父親是有名的職業球員鹽見謙介，父母在他小時候就出車禍去世，由舅舅風祭一家收養。有個哥哥風祭功（其實是表哥）。
在選拔東京隊成員的測驗中學會他的必殺技「會消失的假動作」。
在漫畫最後一集，東京選拔隊對戰關西選拔隊的比賽中演出帽子戲法（同一人在一場比賽中踢進3球）。
但不幸受了重傷，曾被醫生斷言無法再做激烈的運動，但他不放棄，前往德國找名醫，做復健，最後成功回到球場。他也在3年內長高16公分，變成165公分。
- 水野龍也（Tatsuya Mizuno）

配音員：（日本）前田剛 / 立花慎之介；（香港）李致林；（台灣）陳進益
位置：中場
櫻上水足球部隊長，櫻上水中學2年B班，也是東京選拔隊的成員。背號10號（相當於王牌的存在）。
面目清秀而且很厲害，所以很受女孩子歡迎。外表看似冷酷，內心對足球的熱愛卻不輸人，故事一開始對於社團的學長都害怕著武藏森學園，比賽還沒開打就認輸的心態而感到心寒，因而決定與正選組賭上隊長一職。
父母因為離婚而從母姓，跟母親及姐姐住在一起。
武藏森的桐原教練是其父親，也因為不喜歡父親的想法而拒絕就讀武藏森學園。
雖和父親感情不好，但其實個性與他的父親一樣彆扭。
把阿成視為很好的朋友也是難得實力相當的對手，因此很難諒解阿成不吭一聲就跑去關西選拔隊的舉動。
比較被動，別人不容易走進他的內心，關心別人卻不善表達。
進入東京選拔隊後逐漸對自己的能力感到滿足，變得有些高傲，沒有和任何隊員建立信賴關係。
經由西園寺玲的開導，他發現自己的不足，在東京隊對戰漢城隊的比賽中和隊友郭英士建立默契與友誼，終於找到自己的定位。
根據日本哨聲響起文庫版的內容，龍也的父母在多年後復合，且又生了一個比龍也小十幾歲的弟弟，阿成還誤以為那是他的兒子。
- 佐藤成樹（Shigeki Satō）

配音員：（日本）木內秀信 / 金本涼輔；（香港）黃啟昌；（台灣）鄭仁君
位置：前鋒
櫻上水中學2年A班，曾經離開過足球部，原因是因為一年級時水野太過出風頭在準備被學長圍毆前而退出足球社去擺平對方，不過自從風祭加入後因為覺得有趣而又回來，大家都叫他阿成。
打架很厲害，曾單槍匹馬對戰一群不良少年。主要位置是前鋒，被稱為是天才型前鋒，技巧上可說無人能敵，與水野是很好的搭檔。
佐藤是從母姓，離家出走後寄居於草晴寺。因為長得很帥，所以與水野走在一起時常會受到注意。
個性放蕩不羈，看似開朗內心卻有很深的心結。因為身為情婦的小孩，不被父親承認，母親又改嫁，阿成養成了所有事都藏在心裡，不讓別人知道的習慣。其實很關心龍也，卻不直說，因此常被他誤會。
原本阿成覺得拼命努力的樣子很難看，所以雖有高超技術卻不願意對足球認真，後來受到小將的影響和兒時玩伴井上直樹的鼓勵，使他開始認真對待足球。
漫畫中，阿成為了進入關西代表隊而改成父姓藤村，並且成功加入關西選拔隊，最後與東京選拔隊跟風祭展開一場激烈的比賽。
- 不破大地（Daichi Fuwa）

配音員：（日本）喜安浩平 / 江口拓也；（香港）梁偉德
位置：守門員
櫻上水足球部守門員，櫻上水中學2年C班，櫻上水中學有史以來最頑劣的天才問題學生，有「破壞王」的稱號。在校成績、運動都很不錯，在橋邊遇到風祭後便對足球產生興趣，然而因為他太聰明，常能預測到對手下一步動作而犯規，因此所有人都認為他只適合當守門員。原本沒有選上東京代表隊，後來因為隊上的兩名守門員先後受傷而補上。
- 小島有希（Yuki Kojima）

配音員：（日本）鈴木真仁 / 牧野由依；（香港）張頌欣
櫻上水中學2年B班，一開始作為櫻上水的球隊經理登場，非常熱愛足球，但是因為身為女性而無法繼續足球覺得世界非常不公平，身為半夜的幽靈守護足球著，後來高井沒被選上正選曾一度放棄足球，小島現出櫻上水半夜幽靈的真面目，並且鼓勵高井繼續下去，後由風祭主動邀請直接以球員身分繼續在櫻上水足球社。
- 高井真人（Masato Takai）

配音員：（日本）長瀬博高 / 大畑伸太郎
位置：後衛
櫻上水中學2年D班，原櫻上水足球部後備組，第一次正選後備戰就被水野選中，看著風祭的熱情跟毅力自己也無法停下來，一開始被設定為櫻上水足球部的前鋒，但後來正選公布沒選中，一時放棄了足球，後由小島現出真面目鼓勵他，繼續熱愛著足球。
- 花澤秀臣

配音員：（日本）鶴岡聡 / 真木駿一
位置：後衛
櫻上水中學1年B班，原櫻上水足球部後備組，第一次正選後備戰就被水野選中，身體高大。
- 古賀良彥

配音員：（日本）堀田勝 / 山下誠一郎
位置：後衛
櫻上水中學1年B班，眼鏡男，原櫻上水足球部後備組，第一次正選後備戰就被水野選中，標準的資優生，心中熱愛著足球。
- 森長祐介（Yusuke Morinaga）

配音員：（日本）二村兆富 / 西山宏太朗
位置：中場
櫻上水中學2年D班，對小島變球員感到震驚。
- 野呂浩美（Hiroyoshi Noro）

配音員：（日本）又村奈緒美 / 釘宮理惠
位置：後衛
櫻上水中學1年D班，原櫻上水足球部後備組，正選組敗了之後被逼著退出，但心中還是一直喜愛著足球，後來在公園巧遇了風祭而繼續了足球。
- 五味薰

配音員：（日本）窪田亮 / 生田鷹司
位置：中場
櫻上水中學1年B班，眼睛是瞇瞇眼，短篇介紹一堆人以為他的鼻子是他的眼睛，杉太表示無害。
- 山口杉太（Santa Yamaguchi）

配音員：（日本）石橋美佳 / 三瓶由布子
櫻上水中學1年A班，名字拼寫為杉樹的「杉」、太陽的「太」，非常討厭被稱為「撐大」。小學曾加入市內足球會，喜歡著同班的櫻井美雪，因為美雪喜歡風祭學長而時不時就想跟學長一決高下。
- 外山一平（とやま いっぺい）

配音員：（日本）長浜満里子 / 田村清准
位置：中場
櫻上水中學2年E班，杉太小劇場表示無名小卒。
- 田中衛（たなか まもる）

配音員：（日本）高木俊 / 河西健吾
位置：後衛
櫻上水中學2年E班，杉太小劇場表示無名小卒。在櫻上水vs武藏森一役中擔任先發後衛。
- 櫻井美雪（Miyuki Sakurai）

配音員：（日本）長谷川靜香 / 七瀨彩夏；（香港）黎桂芳
櫻上水中學1年A班，聽到櫻上水和武藏森一役激戰，覺得足球社非常有型！仰慕著風祭
- 香取夕子（Yūko Katori）

配音員：（日本）原元美紀；（香港）周文瑛
櫻上水中學的老師，2年A班的班主任，也是足球社原本的顧問。
- 松下左右十（Sōju Matsushita）

配音員：（日本）楠大典 / 木內秀信；（香港）劉昭文
大排檔的老顧客，原是新川電工著名中場球員，也是日本國家隊的隊長，因為雨宮傷自己腳筋的事情造成了他的後悔，本人其實都是為了新人好，後來雨宮親自跑到松下教練的房間告訴他還是熱愛著足球，松下老師決定當櫻上水足球部的教練。

### 武藏森學園
東京都足球名校，全國大賽的常勝軍，該校足球部編制有一軍、二軍、三軍，社員高達一百多人
- 涉澤克朗（Katsurō Shibusawa）

配音員:〔日本〕內藤玲 / 近藤隆
生日:1983年7月29日
血型:A型
身高:183cm
體重:65kg
星座:獅子
喜歡的食物：味噌煮鯖魚、豆大福
討厭的東西：爬蟲類
興趣和特技：Ｆ１觀戰、料理
喜歡的言詞：
- [努力は実力を生み　実力は自信を生み]　
- [自信は幸運を呼び　幸運は勝利をもたらす]

足球部部長，是隊中精神支柱，也是大家公認的「守護神」。在一年級時就當上正式ＧＫ。
對隊友們很好，就連二軍三軍的人也有在注意，平時也很有威嚴，很受隊員們的尊敬。
有世界青年足球為對手的經驗。各方面技術和反應速度都是高人一等，動作毫不遲疑。
個性溫和有禮，是個很有禮貌的人。家裡是老鋪的和菓子屋，有時候他也會到店裡幫忙。
因為他的實力以及名氣，於是被眾人毫無異義的推派為隊長。
許多球員都很敬重他，不過同時也有人把他當作對手。
球技、判斷力、身體能力、反應神經，各方面都很厲害，可以說是這個世代最厲害的ＧＫ。
- 藤代誠二（Seiji Fujishiro）

配音員:〔日本〕近藤孝行 / 阿部敦
生日:1985年1月1日
血型:AB型
身高:175cm
體重:59kg
星座:摩羯座
著名前鋒，武藏野學園王牌，背號為9號，相當有運動家精神，櫻上水一役不顧桐原教練的拖延時間戰術，決定與櫻上水一戰雌雄，欣賞風祭將拼命的精神，覺得他有永不放棄的精神。
因武藏森夏季大賽優勝讓春季大賽地區預賽可以豁免，藤代便跑去櫻上水鼓勵大家一定要在全國對決，一家子都是松下教練的粉絲。
- 間宮茂（Shigeru Mamiya）

配音員:〔日本〕松本吉朗 / 石川界人
武藏森學園中場，初登場就朝水野踢了一記近身球，但被水野閃掉，櫻上水一役一直針對水野。
- 三上亮（Akira Mikami）

配音員:〔日本〕河合美憲 / 赤羽根健治
武藏森學園的司令塔。
- 笠井竹巳（Takumi Kasai）

配音員:〔日本〕丸山彩智惠 / 田丸篤志
- 辰巳良平（たつみ りょうへい）

配音員:〔日本〕吉川寬司 / 赤澤涼太
- 天野聖夜（Seiya Amano）

配音員:〔日本〕石川正明 / 濱田洋平
- 山川智之（やまかわ ともゆき）

配音員:〔日本〕長浜満里子 / 市川蒼
風祭在武藏野學園時期的奮戰好友，兩人一起朝向前進一軍的目標前進，對於風祭當時要轉校的原因非常不諒解而覺得被背叛，而後看到櫻上水中學一役風祭那過人的毅力，中場結束前去跟風祭和好，並告訴他要持續下去。
- 桐原總一郎（Sōichirō Kirihara）

配音員:〔日本〕上別府仁資 / 松本大
武藏野學園教練，也是水野龍也的父親，戰術方針為不擇手段獲得勝利，場上的球員被水野認為是桐原的傀儡，其作風只是為了獲勝。

### 國部二中
東京都學校，與櫻上水一起訓練打友誼賽的隊伍，領隊是著名新星雨宮，正在籌備著戰力目標進軍全國 
- 天城燎一（Ryōichi  Tenjo）

配音員：〔日本〕石川正明 / 梅原裕一郎；（香港）翟耀輝
國部二中的秘密武器，天城集團的少爺，夢想是成為職業足球員，在櫻上水練習賽中下半場登場。
保護著春姊，不相信任何人認為每個人都是利益至上，沒有一個人是真正為他人著想，也因為這樣在武藏野新人選拔組中儘管個人表現優良但不相信隊友而甲組落選。
過人技巧非常高明，個人主義至上，櫻上水一戰上場馬上得分，但後來因為總想一個人突破所有人，造成戰術上的執行困難，而最後導致輸球。
賽後，風祭表明天城就是他的目標，要超越他才能成為職業選手，天城也因此而改變。
- 雨宮東吾（Tōgo Amamiya）

配音員：〔日本〕土屋佑壱 / 遊佐浩二
國部二中的教練，原新川電工前衛，曾被國民捧為未來之星，後來遇到瓶頸時原想拿刀子刺松下前輩，但松下前輩開導他，但他無法原諒自己自斷腳筋，也因為這個事件松下不再接觸足球，為了彌補足球，雨宮擔任了教練並一直找尋著松下前輩，而後與櫻上水打友誼賽竟然從香取老師聽到松下前輩的名字，前往其居所跟他坦白現在還是很喜歡足球，也影響松下而後擔任櫻上水的教練。

### 協榮一中
東京都學校，分區預賽隊伍，常年都是分區預賽第一前進都大會，因為輕敵而輸給了櫻上水。 
- 荒巻為吾郎

配音員：髙木俊
名字很像悶騷色狼，輕視櫻上水中學。

### 岩清水工大附中
東京都隊伍，地區預賽循環賽第一場，沒有特別突出的球員，理論派，情蒐後擬訂戰術後擊敗對手，櫻上水一役面對他們弱點做攻擊
- 柴田老師

岩工隊的顧問。

### 飛葉中學
- 椎名翼（Tsubasa Shiina）

配音員：（日本）樋口智惠子 / 高城元氣；（香港）周文瑛
飛葉中學足球社隊長，是東京選拔隊的成員。背號4號，位置是中堅後衛。和西園寺玲是表姐弟。足球技術高超，雖是後衛卻也有不錯的射門能力（詳情見選拔東京隊成員時的紅白對戰）。
個子嬌小卻有絕不服輸的意志力，頭腦聰明，具領袖風範，被稱為球場上的總教練。
擁有無人能及的戰術眼，能預測對手的動作。
對自己非常有自信，個性開朗、直率，講話毒舌。
曾幫助小將練習會消失的假動作。
在漫畫中，東京選拔隊對戰東北選拔隊時，因為東北前鋒阿部小太郎驚人的體能及技術，讓身體能力不如人的椎名一度陷入苦戰，並想起過去不懂得以技術迎戰的自己，幸好在好友黑川及小將的幫助下恢復冷靜，順利踢進獲勝的關鍵一球。
- 黑川柾輝（Masaki Kurokawa）

配音員：（日本）石川大介 / 内田雄馬
飛葉中學足球社成員，也是東京選拔隊成員。原本是左側中鋒，後來因為速度很快，在東京選拔隊改為踢後衛，背號7號。
個性冷靜、成熟，和椎名交情很不錯。
- 畑五助

配音員：（日本）林伊織 / 真木駿一
- 畑六助

配音員：（日本）永野善一 / 木內太郎
- 井上直樹

配音員：（日本）石塚堅 / 梶川翔平
- 西園寺玲（Akira Saionji）

配音員：（日本）園崎未惠 / 折笠富美子
飛葉中學足球社總教練，也是東京選拔隊總教練。和椎名翼是表姐弟。
擁有優秀的領導能力，擅長以奇特的方式讓東京選拔隊成員們自行學習、成長。
過去曾活躍於L聯盟，背號10號，是有名的王牌攻擊手。

### 東京選拔隊
- 小岩鐵平

配音員：（日本）金子幸生 / 松岡禎丞
- 杉原多紀

配音員：（日本）並木法子 / 花江夏樹；（香港）謝潔貞
- 郭英士

配音員：（日本）平野貴裕 / 細谷佳正
- 若菜結人

配音員：（日本）植木誠 / 榎木淳彌
- 真田一馬

配音員：（日本）富田真 / 木島隆一
- 鳴海貴志

配音員：（日本）小川輝晃 / 佐藤拓也
- 櫻庭雄一郎
- 上原淳
- 內藤孝介
- 木田圭介
- 谷口聖悟
- 小提健一郎

### 九州選拔隊
- 高山昭榮
- 功刀一

### 漢城（首爾）選拔隊
- 李潤慶

配音員：（日本）勝村幸太 / 齊藤壮馬
- 崔仁勳

配音員：（日本）二村兆富 / 梶川翔平

### 其他人物
- 風祭功（Kō Kazamatsuri）

配音員: （日本）高橋広樹 / 高橋英則
風祭將的哥哥，1975年2月18號生日，職業為男公關。一直鼓勵著風祭往自己的目標前進，是風祭低潮時非常重要的支柱人物。
- 大排檔攤位的老闆（本名不詳）

配音員: トニーヒロタ / 齋藤志郎
在風祭將練球空地的旁邊擺攤的大叔，因風祭將想借插頭來看電視錄影練球而認識，本人不了解足球，之後都會去櫻上水的比賽應援。年齡為昭和時代某年出生。
- 山本先生

配音員: 蓮岳大
風祭的小學恩師，告訴了風祭想成為職業足球員「重要的不是該怎樣做，而是為何要那樣做」，一直鼓勵著風祭一定要堅持下去。
- 鹽見謙介
- 小島明希
- 馬可·費南多·路易斯

## 賽事結果
| 賽事                 | 對戰隊伍       | 比數 | 勝負 |
| 春季大賽地區預賽     | 武藏野學園     | 2-3  | 輸   |
| 夏季大賽前練習賽     | 國部二中       | 3-2  | 贏   |
| 夏季大賽前練習賽     | 松柏隊         | 6-5  | 贏   |
| 夏季分區預賽第四小區 | 脇榮一中       | 6-0  | 贏   |
| 夏季分區預賽循環賽   | 岩清水工大附屬 | 2-1  | 贏   |

## 出版書籍
| 卷數 | 集英社        | 集英社             | 東立出版社     | 東立出版社         |
| 卷數 | 發售日期      | ISBN               | 發售日期       | ISBN               |
| ---- | ------------- | ------------------ | -------------- | ------------------ |
| 1    | 1998年7月3日  | ISBN 4-08-872580-8 | 1999年2月5日   | ISBN 957-34-7543-X |
| 2    | 1998年10月2日 | ISBN 4-08-872621-9 | 1999年4月25日  | ISBN 957-34-7544-8 |
| 3    | 1998年12月3日 | ISBN 4-08-872643-X | 1999年5月15日  | ISBN 957-34-8047-6 |
| 4    | 1999年2月4日  | ISBN 4-08-872673-1 | 1999年5月25日  | ISBN 957-34-8048-4 |
| 5    | 1999年4月2日  | ISBN 4-08-872700-2 | 1999年6月15日  | ISBN 957-34-8215-0 |
| 6    | 1999年6月3日  | ISBN 4-08-872725-8 | 1999年9月5日   | ISBN 957-34-8216-9 |
| 7    | 1999年9月3日  | ISBN 4-08-872762-2 | 1999年11月20日 | ISBN 957-34-8715-2 |
| 8    | 1999年11月4日 | ISBN 4-08-872787-8 | 2000年1月5日   | ISBN 957-34-8716-0 |
| 9    | 2000年1月7日  | ISBN 4-08-872811-4 | 2000年3月25日  | ISBN 957-34-9443-4 |
| 10   | 2000年3月3日  | ISBN 4-08-872838-6 | 2000年5月20日  | ISBN 957-34-9444-2 |
| 11   | 2000年5月1日  | ISBN 4-08-872864-5 | 2000年8月4日   | ISBN 957-34-9931-2 |
| 12   | 2000年7月4日  | ISBN 4-08-872889-0 | 2000年9月7日   | ISBN 957-34-9932-0 |
| 13   | 2000年10月4日 | ISBN 4-08-873017-8 | 2001年1月11日  | ISBN 957-34-9933-9 |
| 14   | 2000年12月4日 | ISBN 4-08-873043-7 | 2001年2月7日   | ISBN 957-34-9934-7 |
| 15   | 2001年2月2日  | ISBN 4-08-873074-7 | 2001年6月29日  | ISBN 957-73-1959-9 |
| 16   | 2001年4月4日  | ISBN 4-08-873101-8 | 2001年7月20日  | ISBN 957-73-1960-2 |
| 17   | 2001年7月4日  | ISBN 4-08-873132-8 | 2001年8月23日  | ISBN 957-699-788-7 |
| 18   | 2001年10月4日 | ISBN 4-08-873170-0 | 2001年12月13日 | ISBN 957-699-789-5 |
| 19   | 2001年12月4日 | ISBN 4-08-873196-4 | 2002年2月2日   | ISBN 986-11-0115-2 |
| 20   | 2002年3月4日  | ISBN 4-08-873230-8 | 2002年5月24日  | ISBN 986-11-0248-5 |
| 21   | 2002年5月1日  | ISBN 4-08-873261-8 | 2002年6月21日  | ISBN 986-11-0706-1 |
| 22   | 2002年9月4日  | ISBN 4-08-873317-7 | 2002年11月25日 | ISBN 986-11-0778-9 |
| 23   | 2002年12月4日 | ISBN 4-08-873354-1 | 2003年1月30日  | ISBN 986-11-1143-3 |
| 24   | 2003年3月4日  | ISBN 4-08-873396-7 | 2003年4月24日  | ISBN 986-11-1560-9 |

文庫版
（台灣譯為愛藏版）
| 卷數 | 集英社         | 集英社             | 東立出版社                  | 東立出版社                                                  |
| 卷數 | 發售日期       | ISBN               | 發售日期                    | ISBN                                                        |
| ---- | -------------- | ------------------ | --------------------------- | ----------------------------------------------------------- |
| 1    | 2006年4月18日  | ISBN 4-08-618479-6 | 2025年1月2日 2025年1月9日   | ISBN 978-626-02-2577-3（首刷限定版） ISBN 978-626-02-2567-4 |
| 2    | 2006年4月18日  | ISBN 4-08-618480-X | 2025年2月21日 2025年2月27日 | ISBN 978-626-02-2578-0（首刷限定版） ISBN 978-626-02-2568-1 |
| 3    | 2006年6月16日  | ISBN 4-08-618481-8 | 2025年3月14日 2025年3月21日 | ISBN 978-626-02-2579-7（首刷限定版） ISBN 978-626-02-2569-8 |
| 4    | 2006年6月16日  | ISBN 4-08-618482-6 | 2025年4月25日 2025年5月2日  | ISBN 978-626-02-2580-3（首刷限定版） ISBN 978-626-02-2570-4 |
| 5    | 2006年7月14日  | ISBN 4-08-618483-4 | 2025年6月5日 2025年6月12日  | ISBN 978-626-02-2581-0（首刷限定版） ISBN 978-626-02-2571-1 |
| 6    | 2006年7月14日  | ISBN 4-08-618484-2 |                             |                                                             |
| 7    | 2006年8月10日  | ISBN 4-08-618485-0 |                             |                                                             |
| 8    | 2006年8月10日  | ISBN 4-08-618486-9 |                             |                                                             |
| 9    | 2006年9月15日  | ISBN 4-08-618487-7 |                             |                                                             |
| 10   | 2006年9月15日  | ISBN 4-08-618488-5 |                             |                                                             |
| 11   | 2006年10月18日 | ISBN 4-08-618489-3 |                             |                                                             |
| 12   | 2006年10月18日 | ISBN 4-08-618490-7 |                             |                                                             |
| 13   | 2006年11月17日 | ISBN 4-08-618491-5 |                             |                                                             |
| 14   | 2006年11月17日 | ISBN 4-08-618492-3 |                             |                                                             |
| 15   | 2006年12月14日 | ISBN 4-08-618493-1 |                             |                                                             |

### 相關書籍
導讀手冊
哨聲響起讀者支援手冊（ホイッスル!サポーターズブック）
| 卷數 | 集英社       | 集英社             | 東立出版社    | 東立出版社         |
| 卷數 | 發售日期     | ISBN               | 發售日期      | ISBN               |
| ---- | ------------ | ------------------ | ------------- | ------------------ |
| 全   | 2002年6月4日 | ISBN 4-08-859306-7 | 2003年10月8日 | ISBN 986-11-1634-6 |

## 電視動畫

### 製作團隊
- 原作 - 樋口大輔
- 監督 - 福冨博
- 人物設計 - 興村忠美
- 美術監督 - 西倉力
- 色彩設計 - 石黒文子、大倉喜美子
- 撮影監督 - 鎌田克明
- 編輯 - 村井秀明
- 音樂 - 佐橋俊彦
- 台詞演出 - 三矢雄二、阿部秀平（重新配音版）
- 音響演出 - 平光琢也
- 製作人 - 浅田裕之、成毛克憲
- 動畫製作 - STUDIO COMET
- 製作協力 - ANIMAX Broadcast Japan
- 製作 - Marvelous娛樂

### 主題曲
片頭曲
「DOUBLE WIND」
作詞 - 三井ゆきこ / 作曲、編曲 - 相馬順一、B.K.O / 歌 - 小向美奈子
39話作為插入曲來使用。
「DOUBLE WIND」（重新配音版）
作詞 - 三井ゆきこ / 作曲 - 相馬順一、B.K.O / 編曲 - Yuji Kano、Isamu Tomita / 歌 - 由潮
39話作為插入曲來使用。
片尾曲
「Sweet Days」
作詞、作曲 - Hamamoto Hiroyuki / 編曲 - 秋山誠司 / 歌 - 小向美奈子
「Sweet Days」（重新配音版）
作詞、作曲 - Hamamoto Hiroyuki / 編曲 - Yuji Kano、Kenji Ikeda / 歌 - 牧野由依

### 各話列表
| 話數 | 日文標題 | 中文標題          | 腳本     | 分鏡     | 演出       | 作畫監督                   | 播放日期      |
| ---- | -------- | ----------------- | -------- | -------- | ---------- | -------------------------- | ------------- |
| 1    |          | 突破困境!         | 山田隆司 | 福冨博   | 福冨博     | 興村忠美                   | 2002年 5月6日 |
| 2    |          | 贏得夥伴的信賴!   | 山田隆司 | 福島一三 | 福島一三   | 工藤柾輝                   | 5月13日       |
| 3    |          | 一決勝負!         | 岸間信明 | 石踊宏   | 石踊宏     | 松本勝次                   | 5月20日       |
| 4    |          | 黑輪的滋味!       | 雪室俊一 | 森脇真琴 | 森脇真琴   | 梶浦紳一郎                 | 5月27日       |
| 5    |          | 贏得FW的寶座!     | 山田隆司 | 阿宮正和 | 廣島ひでき | 土屋幹夫 木下勇喜 石田啓一 | 6月3日        |
| 6    |          | 穿越高牆!         | 岸間信明 | 高柳哲司 | 飯村正之   | 一川孝久                   | 6月10日       |
| 7    |          | 跑在最前面!       | 雪室俊一 | 福島一三 | 福島一三   | 伊藤秀樹                   | 6月17日       |
| 8    |          | 接下最後一球!     | 山田隆司 | 石踊宏   | 石踊宏     | 松本勝次                   | 6月24日       |
| 9    |          | 跨越高牆!         | 岸間信明 | 三沢伸   | 森脇真琴   | 梶浦紳一郎                 | 7月1日        |
| 10   |          | 成為正式球員!     | 雪室俊一 | 桝井剛   | 桝井剛     | 石田啓一 小泉謙三          | 7月8日        |
| 11   |          | 回到球場!         | 山田隆司 | 池上和誉 | 飯村正之   | 一川孝久                   | 7月15日       |
| 12   |          | 無人地帶!         | 岸間信明 | 福島一三 | 福島一三   | 伊藤秀樹                   | 7月22日       |
| 13   |          | 我的位置!         | 山田隆司 | 石踊宏   | 石踊宏     | 松本勝次                   | 7月29日       |
| 14   |          | 飛向那片天空!     | 岸間信明 | 平田豊   | 森脇真琴   | 興村忠美                   | 8月5日        |
| 15   |          | 挑戰瞬間球!       | 雪室俊一 | 菊池一仁 | 菊池一仁   | 小泉謙三                   | 8月12日       |
| 16   |          | 同心奮戰!         | 雪室俊一 | 池上和譽 | 飯村正之   | 一川孝久                   | 8月19日       |
| 17   |          | 逃離惡夢!         | 山田隆司 | 福島一三 | 福島一三   | 金沢比呂司                 | 8月26日       |
| 18   |          | 不到最後絕不放棄! | 岸間信明 | 石踊宏   | 石踊宏     | 松本勝次                   | 9月2日        |
| 19   |          | 真心接受!         | 雪室俊一 | 平田豊   | 森脇真琴   | 伊藤秀樹                   | 9月9日        |
| 20   |          | 奮戰不懈!         | 山田隆司 | 菊池一仁 | 菊池一仁   | 石田啓一                   | 9月16日       |
| 21   |          | 勇往直前!         | 岸間信明 | 福島一三 | 飯村正之   | 一川孝久                   | 9月23日       |
| 22   |          | 共創未來!         | 山田隆司 | 福島一三 | 福島一三   | 金沢比呂司                 | 9月30日       |
| 23   |          | 追尋夢想!         | 雪室俊一 | 石踊宏   | 石踊宏     | 松本勝次                   | 10月7日       |
| 24   |          | 稱霸世界!         | 岸間信明 | 森脇真琴 | 森脇真琴   | 伊藤秀樹                   | 10月14日      |
| 25   |          | 突破流動3後衛!    | 山田隆司 | 菊池一仁 | 菊池一仁   | 古池敏也                   | 10月21日      |
| 26   |          | 風祭將的抉擇!     | 岸間信明 | 福島一三 | 飯村正之   | 一川孝久                   | 10月28日      |
| 27   |          | 未來的賭注!       | 雪室俊一 | 福島一三 | 福島一三   | 金沢比呂司                 | 11月4日       |
| 28   |          | 超越對手!         | 雪室俊一 | 石踊宏   | 石踊宏     | 松本勝次                   | 11月11日      |
| 29   |          | 竭盡全力!         | 山田隆司 | 福島一三 | 森脇真琴   | 飯田清貴 一川孝久          | 11月18日      |
| 30   |          | 踢出漂亮的球!     | 岸間信明 | 菊池一仁 | 菊池一仁   | 古池敏也                   | 11月25日      |
| 31   |          | 熟練自己的武器!   | 山田隆司 | 福島一三 | 飯村正之   | 伊藤秀樹                   | 12月2日       |
| 32   |          | 從岔路上飛揚!     | 雪室俊一 | 福島一三 | 福島一三   | 金沢比呂司                 | 12月9日       |
| 33   |          | 回歸原點!         | 岸間信明 | 石踊宏   | 石踊宏     | 松本勝次                   | 12月16日      |
| 34   |          | 乘風飛翔!         | 山田隆司 | 森脇真琴 | 森脇真琴   | 一川孝久                   | 12月23日      |
| 35   |          | 邁向明天的旅程!   | 雪室俊一 | 菊池一仁 | 菊池一仁   | 古池敏也                   | 2003年 1月6日 |
| 36   |          | 自我成長!         | 岸間信明 | 青柳宏宜 | 飯村正之   | 伊藤秀樹                   | 1月13日       |
| 37   |          | 盡情比賽!         | 雪室俊一 | 福島一三 | 福島一三   | 金沢比呂司                 | 1月20日       |
| 38   |          | 把握機會!         | 岸間信明 | 石踊宏   | 石踊宏     | 松本勝次                   | 1月27日       |
| 39   |          | 勝利的哨聲響起!   | 山田隆司 | 興村忠美 | 福冨博     | 興村忠美                   | 2月3日        |

### 播放電視台
| 播放地區 | 播放電視台           | 播放日期                      | 播放時間                                  | 聯播網       |
| -------- | -------------------- | ----------------------------- | ----------------------------------------- | ------------ |
| 日本全域 | ANIMAX（製作電視台） | 2002年5月6日 - 2003年2月3日   |                                           | CS頻道       |
| 東京都   | 東京MX電視台         |                               | 星期一 19:00 - 19:30                      | UHF系        |
| 栃木縣   | 栃木電視台           |                               | 星期四 17:00 - 17:30                      | UHF系        |
| 神奈川縣 | 神奈川電視台         |                               | 星期四 17:00 - 17:30                      | UHF系        |
| 靜岡縣   | 靜岡電視台           | 2003年7月 - 2004年4月         | 星期四 2:35 - 3:05                        | 富士電視台系 |
| 高知縣   | 高知SunSun電視台     |                               | 星期三 15:30 - 16:00 → 星期日 5:00 - 5:30 | 富士電視台系 |
| 富山縣   | 富山電視台           | 2005年6月13日 - 2006年10月2日 | 星期一 14:35 - 15:05                      | 富士電視台系 |

## 遊戲
ホイッスル!〜吹き抜ける風〜（科樂美）
使用平台為PlayStation。2003年1月30日發售。
ホイッスル!〜第37回東京都中学校総合体育サッカー大会〜（科樂美）
使用平台為Game Boy Advance。2003年2月27日發售。

## 舞台劇
ホイッスル!BREAK THROUGH-壁をつき破れ-
2016年8月31日到9月8日於Theatre 1010上演。腳本、演出為鈴木茉美。

### 人物
| 櫻上水中學校 - 風祭将 - 中村嘉惟人 - 水野竜也 - 秋元龍太朗 - 佐藤成樹 - 五十嵐麻朝 - 不破大地 - 小坂涼太郎 - 高井真人 - 森内翔大 - 外山一平 - 長江崚行 - 古賀良彦 - 納谷健 - 五味薫 - 福島海太 - 田中衛 - 伊藤孝太郎 - 森長祐介 - 尾形大悟 - 花沢秀臣 - 赤澤廉 - 野呂浩美 - 高橋まひろ - 松下左右十 - 谷口賢志 | 武蔵森學園中等部 - 渋沢克朗 - 鮎川太陽 - 藤代誠二 - 和田雅成 - 三上亮 - 佐川祐平 - 笠井竹巳 - 加藤真央 - 間宮茂 - 峰ゆとり - 辰巳良平 - 坂本康太 - 中西秀二 - 小南光司 - 近藤忍 - 松井勇歩 - 根岸靖人 - 普光院貴之 - 高田剛 - 阿部快征 - 大森裕希 - 一之瀬嘉仁 - 山川智之 - 永松文太 - 桐原総一郎 - 岡森諦 | 飛葉中學 - 椎名翼 - 北村諒 其他 - 風祭功 - 栗田学武 - おでん屋のおやっさん - 脇田茂 |

## 外部連結
- 電視動畫《哨聲響起》官方網站（页面存档备份，存于）（日語）
- 舞台劇《哨聲響起》官方網站（页面存档备份，存于）（日語）